# Den hvide slavehandel (Nordisk Film)
 For alternative betydninger, se Den hvide slavehandel. (Se også artikler, som begynder med Den hvide slavehandel)
Den hvide slavehandel er en dansk stumfilm fra 1910, instrueret af August Blom. Det er den eneste August Bloms film fra 1910, der er bevaret. Filmen der er produceret af Nordisk Films, var selskabets første langfilm (21 min.) – og blev en stor salgssucces, den solgte i 103 kopier, hvilke indtil da var rekord for Nordisk Film. Imidlertid mente det konkurrerende filmselskab Fotorama at Nordisk Film havde plagieret en af deres film. I 1910 havde Fotorama lavet en tre-rulle film ved samme navn (Den hvide Slavehandel); den længste film produceret i Danmark indtil da, og en stor publikumssucces. Nordisk Film besluttede at sikre noget af kagen til sig selv, og producerede denne, næsten fuldkommen identiske – på nær et par roller der fik navneskift – scene-for-scene kopi af Fotoramas originale film, men besluttede dog alligevel at markedsføre deres kopifilm primært i de andre Skandinaviske lande, for at minimere risikoen for at blive retsforfulgt. Fotorama truede alligevel med at gå til domstolene, men de to filmselskaber indgik forlig før det kom så vidt, hvilket bl.a. betød at instruktøren Eduard Schnedler-Sørensen kom til Nordisk Film. Ironisk nok er Nordisk Films plagiat bevaret mens Fotoramas gået tabt. Filmen (filmene) var kunstneriske og tekniske nyskabende, og inkluderede bl.a. en sekvens hvor lærredet var tredelt: en telefonsamtale mellem to skurke på hver sin side, og i midten af lærredet en befærdet vej.
Også Nordisk Films Den hvide slavehandel blev en stor succes, og selskabet prøvede at kapitalisere på succesen med en opfølgende film; Den hvide slavehandels sidste offer – som også blev en stor succes. Nordisk Film havde før lavet filmen Den hvide slavinde (1907, instruktør Viggo Larsen), selskabet insisterede på at de udelukkende lavede filmene for at belyse det sociale problem med hvid slavehandel.

## Handling
Anna (Ellen Diedrich) er en ung pige fra et fattigt men ærbart hjem. Hun tilbydes et godt betalt arbejde som selskabsdame i et herskabshus i London. Hendes barndomsven og nu forlovede Georg (Lauritz Olsen), er noget skeptisk over det gode tilbud, men Anna afviser hans mistro og ankommer til huset i London. Til Annas rædsel viser det sig at være et bordel. Anna formår at beskytte sin jomfruelighed og jage sin første kunde (Svend Bille) væk, men kan ikke undslippe.
Bordellets tjenestepige forbarmer sig på den stakkels Anna og smugler et brev ud til Annas forældre (Otto Lagoni og Julie Henriksen), som søger hjælp hos "Foreningen til den hvide Slavehandels Bekæmpelse". Georg rejser nu til London og hyrer en detektiv (Victor Fabian). Sammen opsporer de bordellet og Anna og arrangerer hendes befrielse. Anna kravler ud af et vindue, men efter en hæsblæsende biljagt, bliver de overmandet af slavetagerne der stjæler Anna tilbage. Hun bliver nu transporteret til havnen, for at blive solgte til et andet land. Men tjenestepigen har advaret Scotland Yard, der entrer skibet og efter en spændende kamp får Anna befriet endnu en gang.

## Medvirkende
| Skuespiller      | Rolle          |
| ---------------- | -------------- |
| Ellen Diedrich   | Anna           |
| Lauritz Olsen    | Georg          |
| Victor Fabian    | Detektiv       |
| Einar Zangenberg |                |
| Svend Bille      | bordelkunde    |
| Ella la Cour     | bordelværtinde |
| Doris Langkilde  |                |
| Otto Lagoni      | Annas far      |
| Julie Henriksen  | Annas mor      |
| Rigmor Jerichau  |                |
| Aage Lorentzen   |                |